# タマコウォルズ
タマコウォルズ（TAMACOWOLDS）は、日本のロックバンド。
2005年結成。「マダラ紛争」や「六角マルマル綺譚」などのイベントを行う。初期のCDはライブ会場で販売。

## メンバー
- 西池 崇（にしいけ たかし）

ボーカル、ギターを担当。現セロファン、元Velvet Tea Sets。
- 鳥羽 修（とば おさむ）

ギターを担当。元カーネーション。
- 中原 由貴（なかはら ゆき）

ドラム、コーラスを担当。元CYCLES。カーネーションのサポートドラムも務めた。
近年は青山陽一のバックバンド「the BM's」の一員としても活躍。
2010年には、スティーヴ・ウィンウッドオフィシャルサイト主催の「Can't Find My Way Home」カヴァー・コンテストで2位を獲得した。
- 高橋 結子（たかはし ゆうこ）

パーカッション、ドラムを担当。現GOMES THE HITMAN。加藤千晶のレコーディングにも参加。愛称：けっちゃん。
- 河野 薫（こうの かおる）

ベースを担当。現セロファン。
- 佐藤 友亮（さとう ともあき）

ボーカル、キーボードを担当。現sugarbeans。

## 作品
1. smalltown e.p. vol.1（2007年）
2. DOGEAR ERA（2007年）
3. HOG'S BABBLE（2010年）